# Nicole Maestracci
Nicole Maestracci, née le 13 février 1951 à Paris et morte le 7 avril 2022 dans la même ville, est une magistrate française. Elle est membre du Conseil constitutionnel de 2013 à 2022.

## Biographie
Issue d'une famille de six enfants, dont le père est un haut fonctionnaire d'origine corse, elle milite tôt « chez les étudiants trotskistes » puis plus tard au Syndicat de la magistrature. Diplômée d'études supérieures de droit et licenciée de lettres, elle passe le certificat d'aptitude à la profession d'avocat. Elle est avocate au barreau de Paris de 1974 à 1977.
Auditrice de justice en 1977, elle commence sa carrière de magistrate comme juge des enfants à Melun (1979-1982) puis juge de l'application des peines à Paris (1983-1984). Elle est ensuite magistrate à l'administration centrale du ministère de la Justice (1984-1987).
Conseillère auprès du délégué interministériel à la sécurité routière au ministère de l'Équipement de 1987 à 1988, elle devient conseillère technique des gardes des Sceaux Pierre Arpaillange et Henri Nallet de 1988 à 1992. Elle est ensuite juge de l'application des peines à Bobigny (1992-1996), conseiller puis présidente de chambre à la cour d'appel de Paris (1996-1998). Ensuite, elle dirige la Mission interministérielle de lutte contre la drogue et la toxicomanie (MILDT) de 1998 à 2002 avant d'être présidente du tribunal de grande instance de Melun de 2003 à 2010.
Ancienne présidente de la FNARS (2004-2012) et première présidente de la cour d'appel de Rouen depuis septembre 2011, elle est présidente du comité d'organisation de la conférence de consensus sur la prévention de la récidive qui présente ses conclusions à la garde des Sceaux le 20 février 2013.
Nicole Maestracci est considérée comme « une figure » du Syndicat de la magistrature,.
Le 12 février 2013, elle est nommée par François Hollande, président de la République, pour siéger au Conseil constitutionnel pour un mandat de neuf ans. Le 14 mars suivant, elle prête serment devant le président de la République,.
Elle meurt le 7 avril 2022 à Paris, à l'âge de 71 ans.

## Décorations
- Chevalier de la Légion d'honneur
- Médaille d'honneur de l'administration pénitentiaire, or (2013)[8]

Par décision du 2 avril 1999, elle est nommée au grade de chevalier dans l'ordre national de la Légion d'honneur au titre de « présidente de la mission interministérielle de lutte contre la drogue et la toxicomanie ; 22 ans de services civils ».

## Hommages
Le jardin Nicole-Maestracci (ex-jardin Serpollet) dans le 20e arrondissement de Paris est renommé en sa mémoire.
Une salle du palais de Justice de Rouen porte également son nom.

## Publications
- « La pauvreté : une question politique », Revue Esprit, 2012
- « Le non-recours aux droits : un enjeu qui oblige les acteurs à changer leurs pratiques », Revue de droit sanitaire et social, juillet 2012
- « Santé publique et tabac », La lettre du Collège de France, février 2010